# جوزيه ماسترز
جوزيه ماسترز (بالإنجليزية: Josiah Masters)‏ هو قاضي ومحامي وسياسي أمريكي، ولد في 22 نوفمبر 1763 في الولايات المتحدة، وتوفي في 30 يونيو 1822 في فيرفيلد في الولايات المتحدة. انتخب عضو جمعية ولاية نيويورك وانتخب عضو مجلس النواب الأمريكي.